# Cor (teatre)

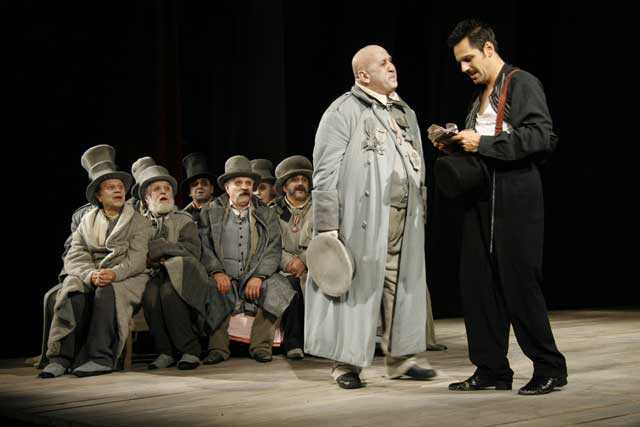
Moment d'un espectacle dramàtic amb un cor assegut al darrere

El cor, a les arts escèniques, és un grup d'intèrprets que representa un personatge col·lectiu i anònim, més que personatges molt individualitzats, en oposició a l'actor o al solista, per exemple. De vegades es pot dividir en dos semicors o estar acompanyat d'un cor secundari.
Pot interactuar amb un o diversos actors o amb el públic, trencant la quarta paret si cal, com un personatge més. De vegades pot representar els espectadors, posant-los a l'escena, altres funcions poden ser les de destacar o magnificar algun esdeveniment, o la interpretació d'un solista, fer de contrapunt, fer "comentaris" -en forma d'actituds, d'emocions, d'accions, de gestos, de moviment, ballant, actuant, parlant o cantant, per exemple- o afegir detalls i sofisticació, entre moltes altres coses.
Els cors tenien un important paper al teatre de l'Antiga Grècia, on hi va aparéixer el corifeu, i posteriorment al llarg de la història, amb diferents estils, han anat estant presents a obres de Shakespeare, Alfred de Musset, T. S. Eliot i de Michel Tremblay, per exemple, a més d'algunes posades en escena de teatre actual.

## Etimologia
El mot català "cor" prové de l'antic grec, χορός, khoros.